# Takifugu rubripes
Takifugu rubripes ou torafugu (em japonês:  虎河豚), também conhecido como Fugu rubripes) é um tetraodontídeo do gênero Takifugu. Uma característica desta espécie é que ela possui um genoma muito pequeno, que é usado como uma 'referência' para identificar genes e outros elementos em outros genomas humano ou vertebrados. O genoma foi publicado em 2002, o primeiro genoma vertebrado a se tornar publicamente disponível após o genoma humano.

## Taxonomia
Embora frequentemente conhecido na literatura genômica como Fugu rubripes, o gênero Fugu é um sinônimo de Takifugu, daí o nome Takifugu rubripes ser atualmente usado para este peixe.